# فريدي جوارين
فريدي جوارين (بالإسبانية: Fredy Guarín) ( 30 يونيو 1986 ) ولد في قرية بويرتا بوياكا في كولمبيا، لاعب دولي للمنتخب الكولومبي ومحترف لفريق إنتر ميلان الأيطالي يشغل خط وسط هجومي .
جوارين سبق له أن حمل قميص أنفيراغودو الكولومبي في موسم 2004-2005 ثم التحق بفريق بوكا جونيورز الأرجنتيني لموسم واحد 2005-2006 والتحق بفريق سانت ايتيان الفرنسي لموسمين من 2006 إلى 2008 ثم إلى بورتو البرتغالي لثلات مواسم 2008 إلى 2012 ليكون آخر انتقاله لنادي إنتر ميلان 2012-2013 و أشتهر بقوة تسديداته المتقنة من مسافات بعيدة فإنه لاعب خط وسط متكامل المهارات والصفات .

## روابط إضافية
- الموقع الرسمي للاعب فريدي جوارين
- موقع فريدي جوارين
- الصفحة الرسمية فريدي جوارين تويتر

## روابط خارجية
- فريدي جوارين على موقع الاتحاد الدولي (مؤرشف)  (الإنجليزية)
- فريدي جوارين على موقع الاتحاد الأوربي (الإنجليزية)
- فريدي جوارين على موقع قاعدة بيانات كرة القدم.إي يو (الإنجليزية)
- فريدي جوارين على موقع بيانات كرة القدم. دي إي (الألمانية)
- فريدي جوارين على موقع ليكيب (الفرنسية)
- فريدي جوارين على موقع ناشيونال فوتبول تيمز (الإنجليزية)
- فريدي جوارين على موقع Soccerway.com (الإنجليزية)
- فريدي جوارين على موقع عالم كرة القدم.نت (الإنجليزية)
- فريدي جوارين على موقع كووورة
- فريدي جوارين على موقع AS.com (الإسبانية)